# Paździerzyce (rejon stołpecki)
Paździerzyce (biał. Падзерычы; ros. Падеричи) – wieś na Białorusi, w obwodzie mińskim, w rejonie stołpeckim, w sielsowiecie Wiśniowiec.

## Historia
W dwudziestoleciu międzywojennym leżały w Polsce, w województwie nowogródzkim, w powiecie stołpeckim, w gminie Świerżeń. W 1921 wieś liczyła 207 mieszkańców, zamieszkałych w 42 budynkach, wyłącznie Białorusinów. 206 mieszkańców było wyznania prawosławnego i 1 rzymskokatolickiego. Folwark liczył zaś 25 mieszkańców, zamieszkałych w 4 budynkach, w tym 19 Polaków i 6 Białorusinów. 14 mieszkańców było wyznania prawosławnego i 11 rzymskokatolickiego.
Po II wojnie światowej w granicach Związku Sowieckiego. Od 1991 w niepodległej Białorusi.